# Capilla de la Trinité de Prunet-et-Belpuig

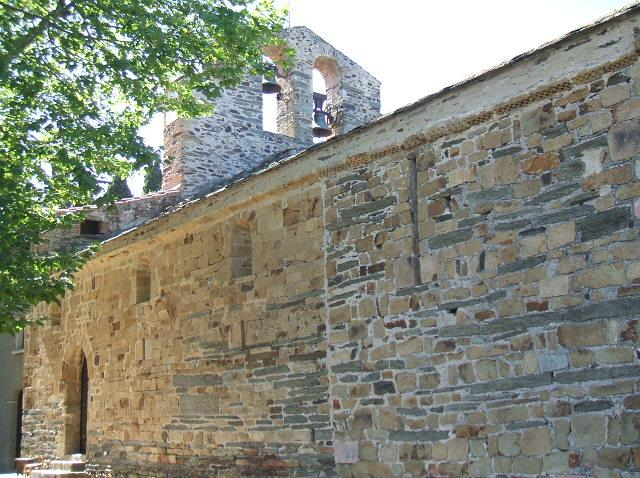
Vista la pared meridional de la capilla y el campanario.

La capilla de la Trinité, situada en la aldea de Bellpuig, comuna de Prunet-et-Belpuig, en el corazón de los Aspres, aproximadamente a medio camino entre Bouleternère y Amélie-les-Bains-Palalda, en Francia, es una edificación románica del siglo XI, clasificada como Monumento histórico de Francia desde el año 1951.

## Historia
La capilla de la Trinidad era originariamente una iglesia parroquial conocida como Saint-Pierre de la Serra (donde serra en catalán significa sierra). El 31 de enero de 935, una iglesia fue consagrada por el obispo de Elne, Riculf. De esta construcción no subsisten probablemente nada más que algunos elementos en los cimientos.

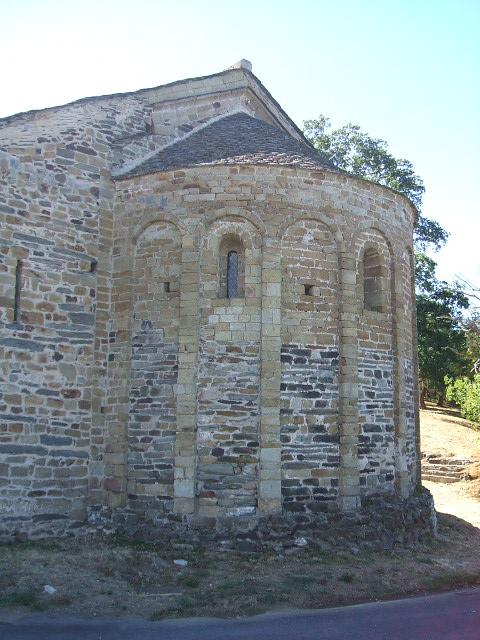
Ábside.

El edificio actual data del siglo XI, la nave septentrional, la más larga, tiene un ábside de grandes dimensiones y fue ampliada entre el siglo XII y XIII. En el siglo XVII cambia de advocación, dedicada desde entonces a la Trinidad. Fue restaurada recientemente, lo que ha permitido descubrir trazas de pintura mural debajo del ábside. Esta campaña de restauración le ha dado una segunda juventud a los retablos que adornan el interior.

## Arquitectura
La iglesia se compone de dos naves de desigual longitud. La nave septentrional, la más larga está rematada por un gran ábside semicircular que se remonta al siglo XI. A finales del siglo XII le fue añadida un lateral al sur. Para asegurar la comunicación entre las dos naves se abrieron tres arcadas en el muro antiguo. La antigua puerta meridional se conservó y forma un cuarto arco, aunque más estrecho.
La iglesia está totalmente abovedada empleando dovelas; de horno para el ábside, en cañón (en número de tres) para la nave septentrional y de medio punto para la lateral. Exteriormente el edificio muestra un campanario levantado sobre el muro oeste de la edificación. La cornisa de la techumbre a la derecha del lateral está adornada con múltiples motivos decorativos, cuyo significado es más o menos conocido y no desprovisto de una cierta fantasía escultórica (caracoles...)

## Obras

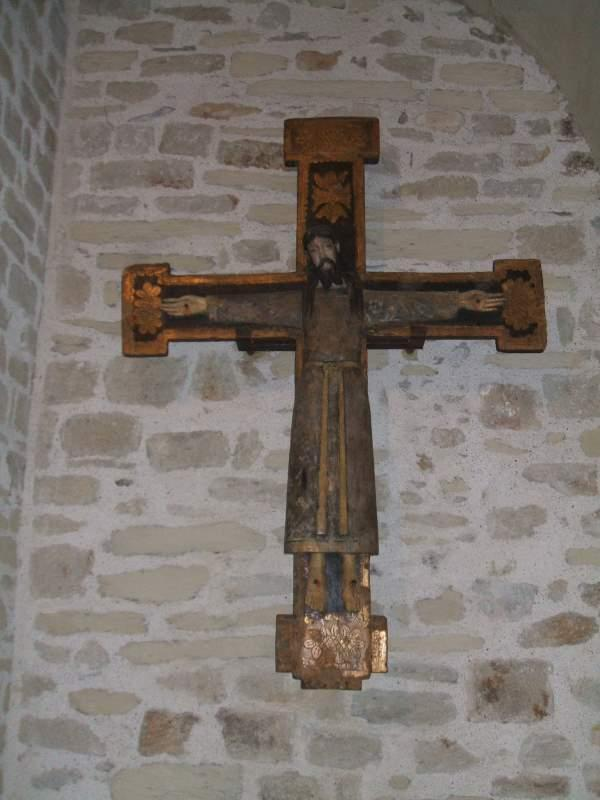
Cristo románico.

El edificio tiene muchas obras dignas de interés.

### El Cristo románico
Es indudablemente la pieza más importante conservada en este lugar y uno de los más bellos Cristos románicos de la comarca del Rosellón. Fechado probablemente en el siglo XII, fue dañado por una restauración abusiva en el siglo XVIII: se le dio una nueva capa de pintura y dorado de la cruz. Ha sido restablecido recientemente a un estado más aproximado al original. Durante una restauración anterior se encontró, escondido en el dorso del crucifijo, un pequeño relicario en plata que contenía algunos huesos y grabado con la fecha "1710", correspondiéndose con la restauración mencionada anteriormente. La talla, de factura más cuidada, da una impresión de tranquilidad, con un Cristo con la cabeza ligeramente inclinada a la derecha.

### Otras obras
Hay también una cruz pintada por sus dos lados, fechada en el siglo XIV y de estilo gótico, que provendría de la iglesia de Prunet; una Virgen sentada del mismo siglo; una capilla barroca de altar portátil. También un retablo de la Trinidad, fechado en 1698, al fondo de la nave, contra el muro septentrional y recientemente restaurado y otro en el altar mayor.